# تری‌ایزوپروپیل‌فسفین
تری‌ایزوپروپیل‌فسفین (به انگلیسی: Triisopropylphosphine) با فرمول شیمیایی C۹H۲۱P یک ترکیب شیمیایی است. که جرم مولی آن ۱۶۰٫۲۴ g/mol می‌باشد. شکل ظاهری این ترکیب، مایع بی‌رنگ است.